# زكرياء عبدولاي
زكرياء عبدولاي (بالإنجليزية: Zakaria Abdullai)‏ (10 أكتوبر 1989 بغانا - ) هو لاعب كرة قدم غاني في مركز الوسط. لعب مع غيفلي وSekondi Eleven Wise F.C. ‏ وTudu Mighty Jets F.C. ‏ وHusqvarna FF ‏.

## روابط خارجية
- زكرياء عبدولاي على موقع اتحاد السويد (السويدية)
- زكرياء عبدولاي على موقع قاعدة بيانات كرة القدم.إي يو (الإنجليزية)
- زكرياء عبدولاي على موقع Soccerway.com (الإنجليزية)